# كارلوس سانتياغو نينو
كارلوس سانتياغو نينو (بالإسبانية: Carlos Santiago Nino)‏ هو فيلسوف ومحامي أرجنتيني، ولد في 1943 في بوينس آيرس في الأرجنتين، وتوفي في 29 أغسطس 1993 في لاباز في بوليفيا بسبب ربو.